# フェリーニューこしき

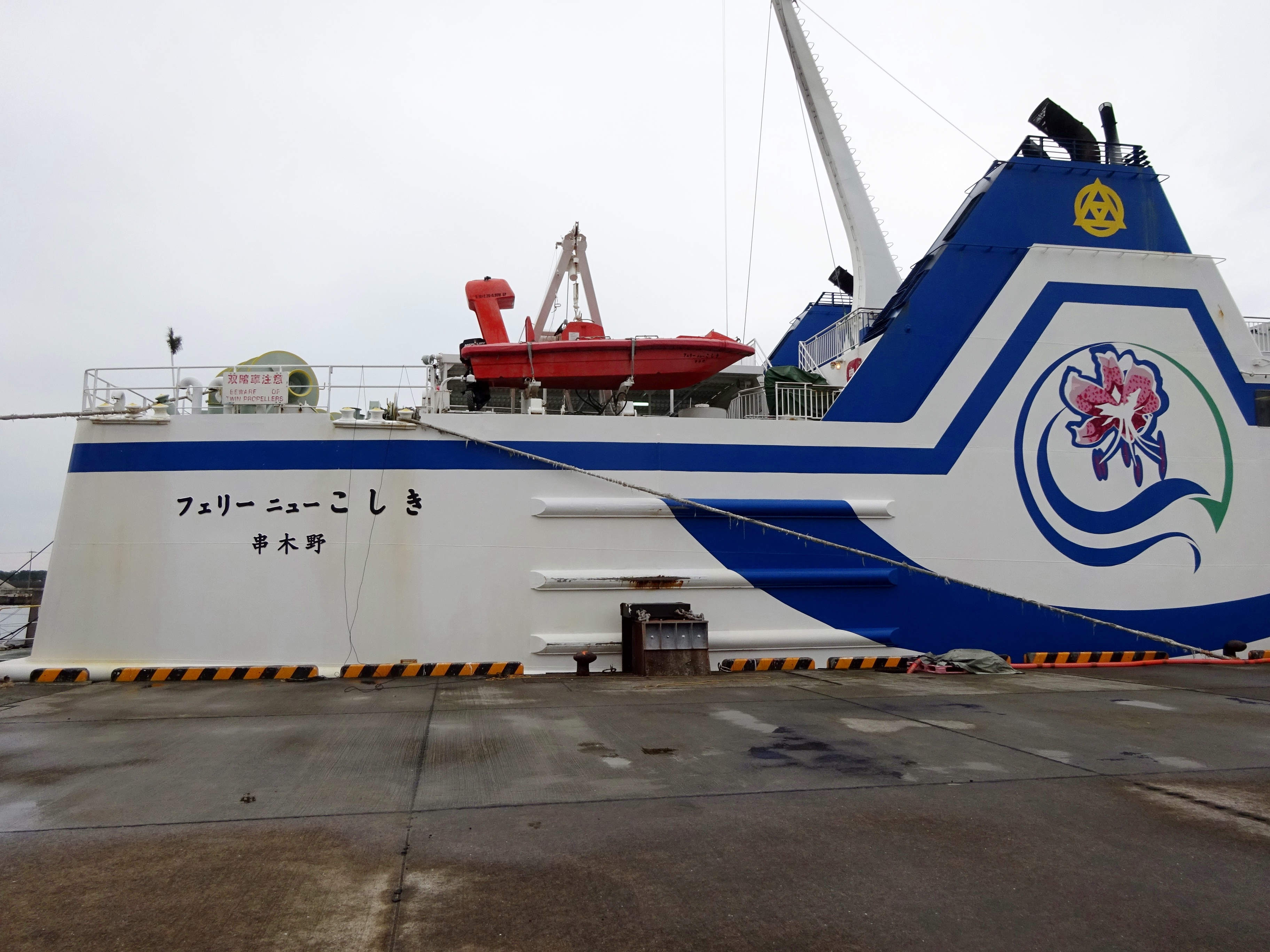
側面には甑島特産のカノコユリをデザイン

フェリーニューこしきは、九州商船が運航しているフェリーである。2025年から、九州本土の長崎県佐世保市と新上五島町の有川港を結ぶ航路に就航している。

## 概要
先代のフェリーこしきの代船として建造され、2002年10月に就航した。
下甑島長浜港から途中上甑島里港を挟んで串木野港へと、1日2往復運航されており、上り2便のみ里港に寄港しないダイヤとなっている。かつては、中甑港（上甑島）、鹿島港、手打港（ともに下甑島）にも寄港していたが、中甑港と手打港への寄港は2012年4月のダイヤ改正で廃止され、2023年4月のダイヤ改正で鹿島港への寄港も廃止された。
1便：長浜港→里港→串木野港→里港→長浜港
2便：長浜港→串木野港→里港→長浜港
船内は、1F中央にエントランス、案内所、トイレを備え、船首方は2等椅子席、船尾方は2等カーペット席、船尾デッキにベンチ席が配置されている。2Fは2等指定席としてカーペット席、ソファ席が配置されている。バリアフリー対応船として建造されており、車両甲板と船室を連絡するエレベーターが左舷中央に設置されているほか、車椅子スペースを備える。船内には自動販売機が設置されている。
車両甲板は、船首バウバイザー、船尾中央にランプを備える。
後継船で2025年3月20日就航予定の結Lineこしきの就航に伴い、同年3月5日をもって運行終了した。
2025年5月30日から九州商船の佐世保～上五島航路にフェリーなみじを置き換える形で再就航した。
佐世保港 - 有川港
佐世保港を起点に1日2往復を運航している。
佐世保港 - 有川港 - 小値賀島 - 宇久島
同じく上五島航路に就航しているいのりのドック期間中は、小値賀島、宇久島へ延長運航され、1日1往復している。

## 事故・インシデント

### 可動橋への衝突
2011年9月28日、14時36分ごろ、下り1便で運航中だった本船が長浜港のフェリー岸壁に着岸する際、通常は防波堤手前0.25海里で減速してからフィンスタビライザーを収納して接近していたが、事故当日はうねりが大きかったため、船体動揺を防止する目的で防波堤通過までフィンスタビライザーを使用した状態で接近したところ、行きあしを制御することができず、船首から可動橋へ衝突した。本船は船首バウバイザーに小破口を伴う凹損、可動橋は桁が曲損し取り付け部も破損した。可動橋が損傷したため、同年12月20日まで長浜港での車両の乗降が中止となり、下り2便については鹿島港に寄港する臨時ダイヤで運航された。

### 運航阻害
2014年6月16日、7時50分ごろ、上り1便で運航中だった本船の右舷主機のプレート式潤滑油冷却器のガスケット部分から潤滑油が漏洩した。右舷主機が運転できなくなったため、串木野港入港後、以後の運航を取りやめた。漏洩の原因は、伝熱プレートの端部の変形であった。

### 岸壁への衝突
2025年2月5日、13時ごろ、里港から長浜港に向けて出港しようとする際に突風に流され岸壁に接触した。けが人はなかったが船首部分に縦横約40cmの穴があいた。2月6日から8日まで修理のため全便欠航した。